# Serralongue
Serralongue (catalano: Serrallonga) è un comune francese di 252 abitanti situato nel dipartimento dei Pirenei Orientali nella regione dell'Occitania.

## Società

### Evoluzione demografica
Abitanti censiti